# أكمة دليهة (السياني)

تعديل مصدري - تعديل

اكمه دليهة محلة تابعة لقرية العرش، التابعة لعزلة النقيلين بمديرية السياني إحدى مديريات محافظة إب في الجمهورية اليمنية.، بلغ تعداد سكانها 89 حسب تعداد اليمن لعام 2004.